# Tapley Mountains
Tapley Mountains är ett berg i Antarktis. Det ligger i Västantarktis. Inget land gör anspråk på området. Toppen på Tapley Mountains är 1 594 meter över havet.
Terrängen runt Tapley Mountains är varierad. Trakten är obefolkad. Det finns inga samhällen i närheten.